# 北海道道785号豊富中頓別線
北海道道785号豊富中頓別線（ほっかいどうどう785ごう とよとみなかとんべつせん）は、北海道天塩郡豊富町と枝幸郡中頓別町を結ぶ一般道道（北海道道）である。

## 概要

### 路線データ

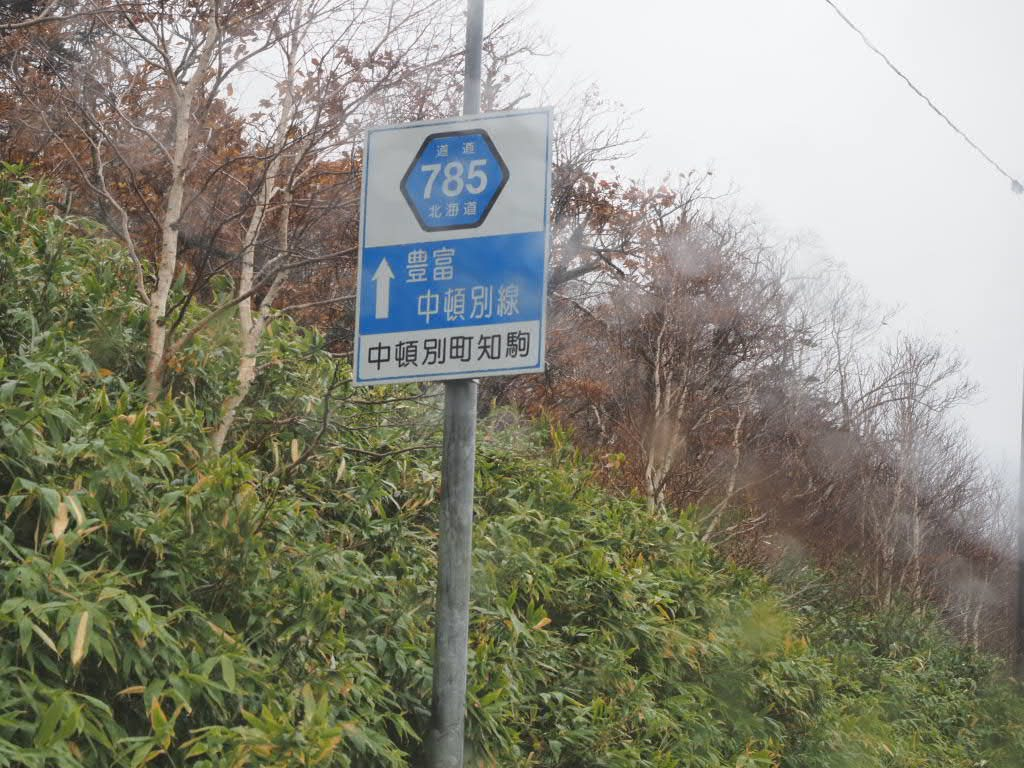
道道785号線標識

- 道道785号線標識起点：北海道天塩郡豊富町日曹（北海道道84号豊富浜頓別線交点）
- 終点：北海道枝幸郡中頓別町上駒（国道275号交点）
- 路線延長：29.6 km（総延長）

## 歴史
- 1972年（昭和47年）9月26日 路線認定[1]。

## 路線状況

### 重複区間
- 天塩郡幌延町上問寒（北海道道645号上問寒幌延停車場線）重複区間標識

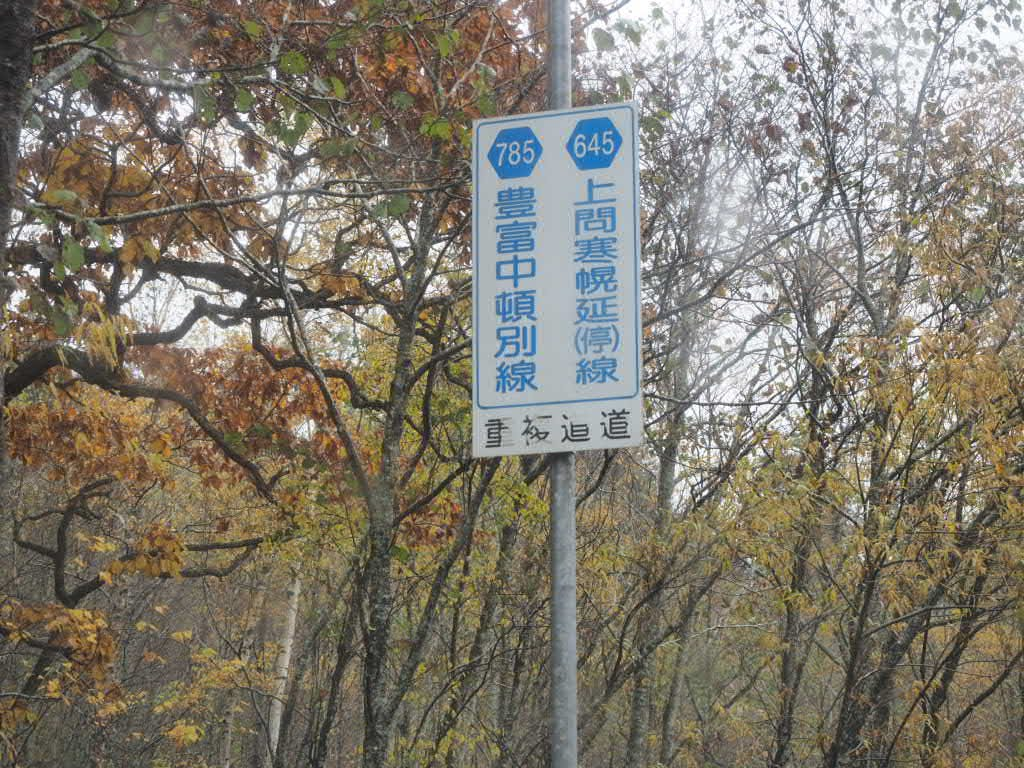
重複区間標識

- 幌延町上問寒 - 中問寒（北海道道583号上問寒問寒別停車場線）

### 道路施設
主なトンネル
- 豊幌トンネル（310 m）

## 地理

### 通過する自治体
- 宗谷総合振興局
  - 天塩郡
    - 豊富町
    - 幌延町

  - 枝幸郡
    - 中頓別町

### 交差する道路
豊富町
- 北海道道84号豊富浜頓別線 - 日曹（起点）

幌延町
- 北海道道645号上問寒幌延停車場線 - 上問寒（重複）
- 北海道道583号上問寒問寒別停車場線 - 上問寒、中問寒（重複）

中頓別町
- 国道275号 - 上駒（終点）